# 圣母忠仆圣殿 (锡耶纳)

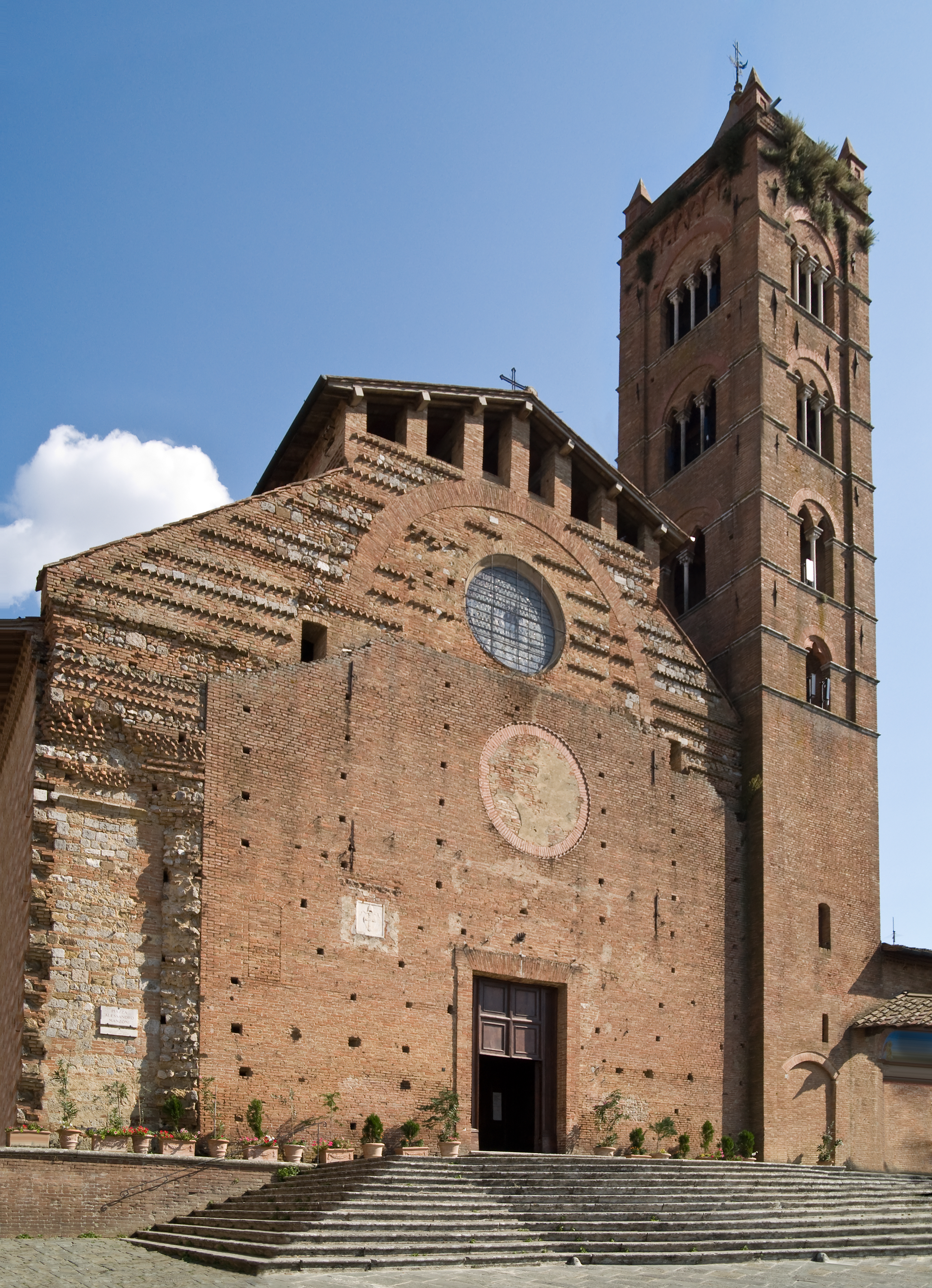
圣母忠仆圣殿

圣母忠仆圣格肋孟圣殿（Basilica di San Clemente in Santa Maria dei Servi）是意大利托斯卡纳锡耶纳市的一座罗马天主教宗座圣殿。

## 历史
该堂修建在原圣格肋孟堂的旧址上，1234年，圣母忠仆会收购此堂，将其并入一座新建的修道院。新教堂直到1533年才祝圣。但是，这个15世纪风格的立面始终未能完成，而13世纪的钟楼，原为罗曼式建筑，在后来的几个世纪中变化甚多（在1926年最后一次改建）。

## 建筑
立面为砖砌，有一个玫瑰窗和两个门。该堂为拉丁十字平面，一个通廊（nave）和两个侧廊（aisles）为文艺复兴风格，被精心雕刻的柱子所分隔。耳堂（transept）和后殿（apse）为哥特式风格。
堂内拥有不少艺术品。
大部分附属小堂在20世纪初经过改建。